# Charles Lyell, 3. Baron Lyell
Charles Lyell, 3. Baron Lyell (* 27. März 1939; † 10. Januar 2017) war ein britischer Politiker und Mitglied des House of Lords für die Conservative Party.
Lord Lyell ist der Sohn von Charles Anthony Lyell, 2. Baron Lyell und Sophie Mary Trafford. Er erbte 1943 im Alter von 4 Jahren dessen Titel, als sein Vater während des Zweiten Weltkriegs fiel, ihm wurde posthum das  Victoria Cross verliehen. Nach der Bildung der konservativen Regierung im Jahr 1979 wurde Lord Lyell Whip, eine Position, die er bis 1984 behielt. Er ging dann als Parlamentarischer Unterstaatssekretär ins Nordirlandministerium, wo er bis 1989 diente.
Mit der Verabschiedung des House of Lords Act 1999 verlor er zusammen mit allen anderen Erbpeers (Hereditary Peers) den automatischen Sitz im House of Lords. Er wurde jedoch gewählt als einer der 92 gewählten Erbpeers, die nach der Reform im House verblieben.
Mit seinem Tod erloschen seine Adelstitel.

## Trivia
Er war Fan und Aktionär des FC Everton.